# Huatabampo
Huatabampo là một đô thị thuộc bang Sonora, México. Năm 2005, dân số của đô thị này là 74533 người.